# Prêmio Max & Moritz
Max & Moritz é um prêmio de histórias em quadrinhos, concedido bienalmente durante a Mostra Internacional de Quadrinhos de Erlangen, na Alemanha.